# Смеђи честарац
Смеђи честарац (Limenitis camilla) је дневни лептир из породице шаренаца (Nymphalidae).

## Изглед
Распон крила износи 45–55 mm. Са горње стране се од сродних врста разликује по нешто другачијој белој шари, а са доње по удвојеном реду црних тачака.

## Распрострањење
Врста је присутна у целој Европи изузев крајњег севера. Распрострањење у Србији је приказано мапом са десне стране.

## Биологија
Највише воли сеновита и влажна станишта. Једина годишња генерација лети од средине маја до краја августа. Висински распон је од 200 до 2100 метара.
Гусеница се храни орловим ноктима и пасјим грожђем (Lonicera spp.).

## Галерија
- лутка
- гусеница